# Tempō
Tempō (japanisch 天保) ist eine japanische Ära (Nengō) von Januar 1831 bis Januar 1845 nach dem gregorianischen Kalender. Der vorhergehende Äraname ist Bunsei, die nachfolgende Ära heißt Kōka. Die Ära fällt in die Regierungszeit des Kaisers (Tennō) Ninkō.
Der erste Tag der Tempō-Ära entspricht dem 23. Januar 1831, der letzte Tag war der 8. Januar 1845. Die Tempō-Ära dauerte 15 Jahre oder 5100 Tage.

## Ereignisse
- das sogenannte Bohnensilber kommt in Umlauf
- Änderung der Sechs-Tage-Folge in der japanischen Kalenderkunde
- 1831 Chōshū-Tempō-Aufstand (長州藩天保一揆)
- 1833–1837 Große Tempō-Hungersnot
- 1836 landesweite Tempō-Revolte (天保騒動)
- 1837 Morrison-Zwischenfall
- 1837 Tempō-Großbrand in Ōsaka
- 1837 März – April Aufstand von Ōshio Heihajirō (大塩平八郎の乱) in Ōsaka
- 1839 Bansha no goku (蛮社の獄)
- 1841 Tempō-Reformen
- 1841 Gründung des Kairaku-en